# Indocti discant et ament meminisse periti
 Indocti discant et ament meminisse periti  лат. (изговор: индокти дикант ет амент меминисе перити). Нека уче они који не знају, а они који знају нека се подсете. (Шарл-Жан-Франсоа Хенаулт)

## Поријекло изрека
Изрекао Шарл Жан Франсоа Хенаулт,   француски писац и  историчар. (смјена седамнаестог и осамнаестог вијека)

## Тумачење
Учење је механизам стицања знања. Учити морају они који не знају, а они који већ знају треба да се подсјећају!